# Davíð Kristján Ólafsson
Davíð Kristján Ólafsson (ur. 15 maja 1995 w Kópavogurze) – islandzki piłkarz występujący na pozycji obrońcy w klubie Cracovia oraz w reprezentacji Islandii.

## Kariera klubowa

### Breiðablik
Karierę na poziomie seniorskim rozpoczął w sezonie 2013 w amatorskim zespole Augnablik Kópavogur, dokąd został wypożyczony z Breiðablik. W sezonie 2016/17 grał z tym klubem w kwalifikacjach do Ligi Europy.

### Aalesunds FK
Z drużyną Aalesunds FK w 2019 roku awansował do najwyższej klasy rozgrywkowej w Norwegii, czyli do Eliteserien.

### Kalmar FF
W styczniu 2022 roku Ólafsson przeniósł się do szwedzkiego klubu Kalmar FF. 3 kwietnia tegoż roku zadebiutował w Allsvenskan w przegranym 0:1 spotkaniu z Malmö FF. W sezonie 2023/24 zagrał z Kalmar FF w kwalifikacjach do Ligi Konferencji Europy.

### Cracovia
W lutym 2024 roku Ólafsson podpisał dwuipółletni kontrakt z Cracovią prowadzoną przez Jacka Zielińskiego. 9 marca 2024 zadebiutował w Ekstraklasie w zremisowanym 1:1 spotkaniu z Koroną Kielce, w którym zdobył gola. 26 października 2024 w meczu z Motorem Lublin zdobył pierwszego w karierze Hat-tricka.

## Kariera reprezentacyjna
15 stycznia 2019 zadebiutował w reprezentacji Islandii w towarzyskim meczu z Estonią (0:0) na Jassim Bin Hamad Stadium. 26 marca 2023 w spotkaniu z Liechtensteinem w eliminacjach EURO 2024 (7:0) zdobył swoją pierwszą bramkę w drużynie narodowej.

### Bramki w reprezentacji
| Lp. | Data          | Miejsce                  | Przeciwnik    | Bramka | Rezultat | Ranga meczu                       |
| --- | ------------- | ------------------------ | ------------- | ------ | -------- | --------------------------------- |
| 1.  | 23 marca 2023 | Rheinpark Stadion, Vaduz | Liechtenstein | 1:0    | 7:0      | Eliminacje Mistrzostw Europy 2024 |

## Statystyki klubowe
Stan na 29 marca 2025
| Sezon   | Klub         | Kraj     | Rozgrywki   | Mecze | Gole |
| ------- | ------------ | -------- | ----------- | ----- | ---- |
| 2014    | Breiðablik   | Islandia | Úrvalsdeild | 9     | 1    |
| 2015    | Breiðablik   | Islandia | Úrvalsdeild | 9     | 0    |
| 2016    | Breiðablik   | Islandia | Úrvalsdeild | 20    | 0    |
| 2017    | Breiðablik   | Islandia | Úrvalsdeild | 21    | 1    |
| 2018    | Breiðablik   | Islandia | Úrvalsdeild | 22    | 1    |
| 2019    | Aalesunds FK | Norwegia | OBOS-ligaen | 16    | 1    |
| 2020    | Aalesunds FK | Norwegia | Eliteserien | 27    | 0    |
| 2021    | Aalesunds FK | Norwegia | OBOS-ligaen | 26    | 2    |
| 2022    | Kalmar FF    | Szwecja  | Allsvenskan | 29    | 2    |
| 2023    | Kalmar FF    | Szwecja  | Allsvenskan | 30    | 0    |
| 2023/24 | Cracovia     | Polska   | Ekstraklasa | 10    | 1    |
| 2024/25 | Cracovia     | Polska   | Ekstraklasa | 25    | 4    |

## Sukcesy
Breiðablik
- Puchar Ligi: 2015